# 联合国安全理事会第487号决议
联合国安理会487号决议于1981年6月19日全体一致通过，在听取了伊拉克与国际原子能机构（IAEA）代表的陈述后，安理会谴责以色列对伊拉克核设施（经过原子能机构批准）的袭击行动。
该决议呼吁停止类似敌对活动，同时认可了伊拉克提出的赔偿要求，并敦促以色列将其核设施置于国际原子能机构的监督之下。

## 背景
伊拉克的核計劃使一向與阿拉伯國家對抗的以色列深感不安，擔心伊拉克成功發展核武器，會對以色列構成威脅，特別是以國戰略腹地狹小，一旦遇到核打擊會是毀滅性的。
伊拉克指他們只會把核能用在和平用途，當時伊拉克已經簽署不扩散核武器条约，而且該核反應堆是符合國際原子能機構的規定的。可是法國在與伊拉克簽署的協議當中同意供應高純度，武器等級的濃縮鈾原料，使得以色列的專家仍然擔心伊拉克會利用核反應堆生產可制造核武的鈈，即使是正當且最好的情況下，伊拉克的工程師還是會掌握核子物理的相關訣竅。
以色列首先從外交途徑希望化解核危機，以色列外長摩西·达扬（Moshe Dayan）先後跟意大利、法國和美國的官員談判，但以色列無法證明伊拉克將會把核反應堆用作軍事用途。以色列的外交行動隨後失敗，然而這並沒有阻止以色列的企圖心。